# Бельгия на летних Олимпийских играх 1932
Бельгия принимала участие в Летних Олимпийских играх 1932 года в Лос-Анджелесе (США) в седьмой раз за свою историю. 36 участников: 29 мужчины и 7 женщин представляли бельгийскую сборную, они соревновались в 2 видах:
- фехтование
- конкурсы искусств — бронзовую медаль получил «План марафон-парка» Андре Вербеке[англ.].

## Результаты

### Фехтование
ЖенщиныРапиристка Дженни Аддамс выиграла отборочный тур (стала первой в своей подгруппе), в финале заняла 4 место
Мужчины
- Рапиры, командные соревнования: 4 место[3]: Андре Поплимон, Вернер Мунд, Макс Жанле, Бальтазар Ксавье де Бёкелаэр и Рауль Хенкарт.
- Бальтазар Ксавье де Бёкелаэр также занял 8 место в личном первенстве на шпагах.
- Жорж де Бургиньон принял участие в состязаниях на рапирах и саблях.

### Конкурсы искусств
Художественные конкурсы проводились в рамках летних Олимпийских игр 1932 года в Лос-Анджелесе, США. Медали были вручены в пяти категориях (архитектура, литература, музыка, живопись и скульптура) за работы, вдохновленные спортивной тематикой.
«План марафон-парка» Андре Вербеке получил бронзовую медаль.
- Архитекторы[5]: Фриц де Бове, Дерик, Рафаэль Ван Дорпе, Франс Лапорта, Адо Балтус и другие.
- Художники: Марсель Прево, Жорж Балтус, Питер Колфс, Жозеф Конрад, Альфред Дюрио, Нелли Дегуи.
- Прочие: Хелен Джерар, Сюзанн Кристоф и другие.

Янис Тидеманис представил картину «Переплывающие канал» (латыш. Kanāla pārpeldētājas), которая получила премию в размере 10 000 франков и выставлена в бельгийском павильоне на Конкурсе искусств, сопровождавшем Летние Олимпийские игры в Лос-Анджелесе.